# Национално събрание (Франция)
Националното събрание (на френски: Assemblée nationale; произнасяно [a.sɑ̃.ble.na.sjɔˈnal]) е долната камара на двукамарния парламент на Франция при Петата република. Горната камара е Сенатът („Sénat“). Членовете на Националното събрание се наричат депутати (френско произношение: [depyˈte].
Има 577 депутати, всеки от които се избира в едномандатни избирателни окръзи чрез двустепенна избирателна система. По този начин за мнозинство са необходими 289 места. Събранието се оглавява от председател (Клод Бартолон), обикновено от най-голямата представена партия, на когото помагат заместник-председатели от различни части на политическия спектър. Срокът на пълномощията на Националното събрание е пет години; въпреки това, Президентът на Републиката може да разпусне събранието (като по този начин предизвика провеждането на нови избори), освен ако вече не го е разпуснал в предходните дванадесет месеца. Тази мярка става все по-рядка, след като с референдум през 2000 г. президентският мандат бе намален от седем на пет години.
По традиция, датираща от Учредителното събрание по време на Френската революция, „левите“ партии седят вляво, гледано от президентския стол, а „десните“ партии седят вдясно, по този начин местата за сядане директно посочват политическия спектър, представен в Събранието. Официалното седалище на Националното събрание е в бившия Бурбонски дворец, на брега на река Сена и други съседни сгради. Събранието използва и Люксембургския дворец. Охраната се осъществява от Републиканската гвардия.